# Автомобильный кран

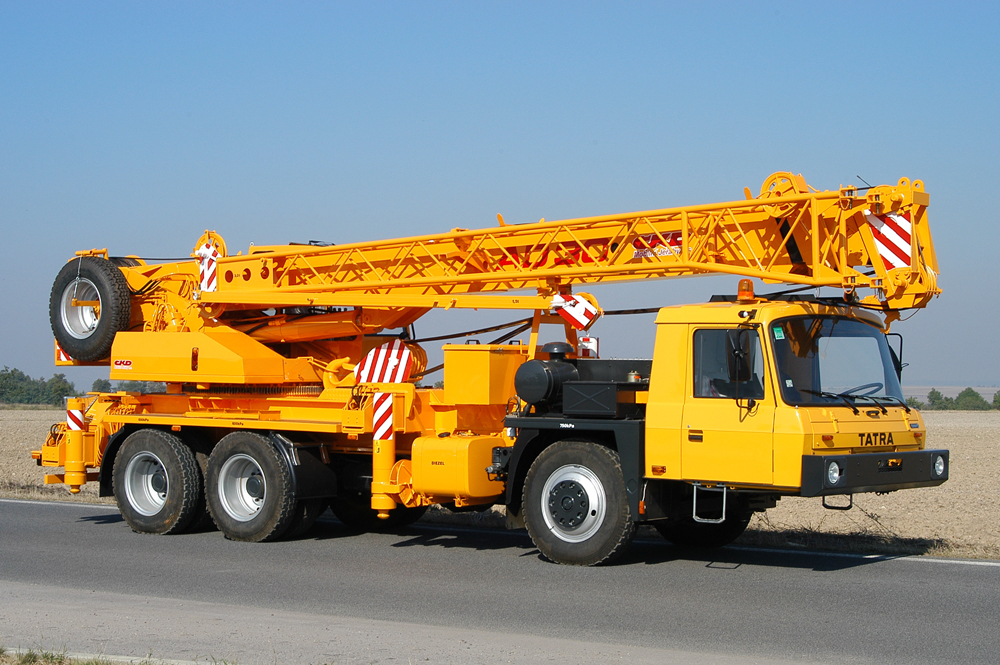
Автокран ЧКД AD30-TATRA

Автокран (англ. Mobile crane, crane truck) — кран стрелового типа, который может быть снабжён башенно-стреловым оборудованием и перемещается без груза, не требуя специальных путей и устойчивость которого обеспечивается за счёт силы тяжести.

## Описание и устройство
Виды рабочего оборудования автокранов
Автокраны — наиболее распространённые из всей группы стреловых самоходных кранов.
Автомобильные краны собираются на шасси серийно выпускаемых грузовых автомобилей с установкой на раме передних и задних выносных опор для обеспечения устойчивости при работе крана с грузом и повышения грузоподъёмности. Они могут самостоятельно передвигаться по грунтовым дорогам и преодолевать подъёмы до 20 °.
Основным достоинством автомобильных кранов является их высокая мобильность, что даёт возможность оперативно перемещать их на удалённые друг от друга объекты. При перевозке по железным дорогам не требуется их разбирать, так как они вписываются в габарит железнодорожного транспорта.

### Рабочее оборудование
К основному стреловому оборудованию автомобильных кранов относятся:
1. Телескопические стрелы с жёстким подвесом[2].
2. Решётчатые стрелы с гибким подвесом[2].
3. Башенно-стреловое исполнение (сокр. БСИ)[2].
4. Стрелы с гуськом[2].

К сменному оборудованию относятся удлинительные секции (вставки) или выдвижные секции при телескопических стрелах, а также удлинённые гуськами стрелы.
В состав стрелового оборудования также входит стреловой полиспаст — для подъёма или опускания стрелы.
В качестве грузозахватного органа используются:
1. Для работы со штучными грузами — крюковая обойма[3].
2. Для работы с сыпучими грузами — грейфер[3].

### Привод
Автомобильные краны различают:
1. Краны с одномоторным приводом, где все механизмы приводятся в действие от основного двигателя внутреннего сгорания — двигателя шасси[2][3].
2. Краны с многомоторным приводом, в котором каждый механизм приводится в действие своим индивидуальным двигателем[2][3].

В автомобильных кранах применяются следующие типы привода:
1. Механический привод. Включает силовую установку базового шасси, коробку отбора мощности, коробку скоростей, распределительную коробку, силовые канатные барабаны[2].
2. Электрический. Состоит из силовой установки базового шасси, коробки отбора мощности, генератора, питающего электрическим током электродвигатели механизмов крана[2].
3. Гидравлический. Также имеет силовую установку шасси, соединённую с коробкой отбора мощности, гидронасосами, гидродвигателями и гидроцилиндрами.[2] Гидравлический привод компактен, позволяет в широких пределах осуществлять бесступенчатое регулирование скоростей, но имеет низкий кпд[4].

## Технические характеристики
Грузовые характеристики кранов для каждой длины стрелы и каждого положения существенно различаются. При работе на выносных опорах грузоподъёмность на 80 % выше, чем без опор. Управление кранами осуществляется при передвижении — из кабины шасси (автомобиля), при работе — из кабины крановщика, расположенной на вращающейся части крана.
Скорости рабочих движений регулируются за счёт изменения частоты вращения вала силовой установки и коробкой перемены передач. В отдельных случаях допускается передвижение кранов с грузом на крюке ограниченной массы. При этом стрела должна быть расположена в секторе задних колёс и направлена по продольной оси шасси с высотой подъёма не более 0,5 м. Скорость передвижения при этом — не более 5 км/ч.

## Шасси и несущая конструкция автокрана
- Первым типом являются классические грузовики, как шоссейные, так и повышенной проходимости, на которых располагается несущая рама крана. Во время работы самого автокрана рама грузовика не несет никакой нагрузки. Вся масса автокрана ложится на крановую раму и гидравлические опоры, выставляемые перед работой. Для среднетоннажных автокранов («Галичанин», «Челябинец», «Клинцы», «Ивановец») чаще всего используются грузовики МАЗ, КамАЗ, КрАЗ, Урал, иногда IVECO, MAN, Scania и Volvo. Похожей схемой пользуются и в Японии, но это относится к малотоннажным автокранам фирмы Tadano. В западных странах такая схема встречается реже, хотя иногда среднетоннажные краны Liebherr и Terex устанавливались на шасси Kenworth. Кроме всего прочего, рядом с кабиной для стрелы устанавливается ложемент безопасности. Также среди подобных автокранов распространено неудобство, связанное с центральным крюком крана, мешающим водительскому обзору и доставляющему немало хлопот крановщику при начале и завершении работы.
- Вторым типом является специально сконструированное шасси под конкретный автокран. Это популярно за рубежом, так и на крупнотоннажных кранах. Подобные шасси, как правило, делаются повышенной проходимости, но их недостатком часто является то, что они негабаритны по ширине.

## Кабинауправления автокраном

### Стационарная
Стационарная кабина управления автокраном должна быть расположена в пределах габарита как по ширине, так и по высоте. Как правило, снабжена защитной решёткой для защиты от падения предметов со стройки, сдвижной дверью для удобства её открытия, панорамным остеклением для максимального обзора крановщика.

### Нефиксированная башенная кабина
Нефиксированная кабина делится на два типа, которые могут быть совмещены друг с другом.

Первый тип такой кабины имеет гидравлический механизм подъёма для изменения угла наклона, чтобы улучшить обзор крановщика вверх.

Второй тип является вынужденной мерой для того, чтобы кабину можно было уложить в габарит в ездовом режиме. Эта кабина иногда зовётся «поворотной». При переходе из рабочего в ездовой режим при помощи гидравлики кабина поворачивается на 180° и оказывается сзади за противовесом.

## Производители автокранов
| Производитель (марка) | Класс                                                             | Пределы грузоподъёмности, т | Страна-производитель         |
| --------------------- | ----------------------------------------------------------------- | --------------------------- | ---------------------------- |
| Ивановец              | Среднетонник на свободном шасси                                   | 16—80                       | Россия                       |
| Челябинец             | Среднетонник на свободном шасси                                   | 25—50                       | Россия                       |
| Галичанин             | Среднетонник на свободном шасси                                   | 25—100                      | Россия                       |
| Клинцы                | Среднетонник на свободном шасси                                   | 16—55                       | Россия                       |
| KATO                  | Сверхгрузоподъёмный на собственном шасси                          | 60—150                      | Япония                       |
| Komatsu               | Сверхгрузоподъёмный на собственном шасси                          | 30—300                      | Япония                       |
| SANY                  | Все классы                                                        | до 2400                     | Китай                        |
| Zoomlion              | Сверхгрузоподъёмный на собственном шасси                          | до 2000                     | Китай                        |
| XCMG                  | Сверхгрузоподъёмный на собственном шасси                          | до 2000                     | Китай                        |
| Liebherr              | Все классы                                                        | 5—1200                      | Австрия, Швейцария, Германия |
| Terex (Terex Demag)   | Средние, тяжёлые и сверхгрузоподъёмные краны на собственном шасси | 30—1200                     | США, Германия                |
| Газпромкран           | Среднетонники на свободном шасси                                  | 5—30                        | Россия                       |
| Grove                 | Сверхгрузоподъёмный на собственном шасси                          | до 450                      | США, Германия                |
| National Cranes       | Среднетонники на свободном шасси                                  | 9—54,5                      | США                          |
| TAKRAF                | Железнодорожные и автокраны                                       | до 200                      | Германия                     |
| Tadano Faun           | Все классы                                                        | до 550                      | Япония, Германия             |
| Lokomo                | Средние и тяжёлые краны на собственных шасси                      | 20—100                      | Финляндия                    |
| ЧКД                   | Среднетонники на свободном шасси                                  | 10—30                       | Чехия                        |

## Применение
Краны применяются при осуществлении строительно-монтажных, погрузочно-разгрузочных работ, в энергетическом строительстве они применяются преимущественно для погрузочно-разгрузочных работ и в качестве вспомогательных кранов при монтажных операциях на нулевых и минусовых отметках.